# Bone Thugs-N-Harmony
Bone Thugs-n-Harmony — американская хип-хоп-группа из Кливленда. Больше всего она известна своей быстрой, агрессивной манерой читки и лёгким, мягким вокалом. В 1997 группа выиграла Грэмми за лучшую песню «Tha Crossroads» с альбома E. 1999 Eternal. Также в 2007 году Bone Thugs-n-Harmony выиграли в номинации «Favorite Rap/Hip-Hop Band, Duo or Group» на премии American Music Awards, а альбом Strength & Loyalty был номинирован в номинации — «Favorite Rap/Hip-Hop Album». Bone Thugs-n-Harmony записывались с Eazy-E, 2Pac, Big Pun и The Notorious B.I.G., они единственная группа, которая записывалась с ними, когда те ещё были живы. Сейчас они записываются на своём лейбле BTNH Worldwide с поддержкой Warner Bros.

## Ранние годы

### Faces of Death
Группа образовалась в 1989 году и состояла из 4 человек: Krayzie Bone, Layzie Bone, Bizzy Bone и Wish Bone. Их первый альбом, Faces Of Death, был записан в 1991 году, тогда группа ещё называлась B.O.N.E. Enterpri$e. После, к ним присоединился Flesh-N-Bone, и собрав сбережения, они отправились в Лос-Анджелес и прошли прослушивание по телефону для лейбла Eazy-E «Ruthless Records», но так и не дождались ответа. Вскоре после этого Layzie Bone, Krayzie Bone, Wish Bone, Bizzy Bone и Flesh-n-Bone получили свой первый реальный шанс показывать свой талант, когда Eazy-E со своим шоу оказался в их родном городе Кливленд, штат Огайо. Они собрали немного денег и вернулись в Кливленд. И за кулисами прошли прослушивание «в живую» для Eazy, после чего они на месте заключили контракт с его лейблом «Ruthless Records».

## Времена Ruthless Records

### Creepin on ah Come Up
В течение нескольких недель они работали в студии над записью своего дебютного альбома «Creepin on ah Come Up», который вышел в 1994 году. Хип-хоп головы были ошеломлены их новым стилем рэпования, и альбом был продан в количестве более чем 2-х миллионов копий. RIAA присвоила альбому 4-х платиновый статус.

### E 1999 Eternal
Альбом Bone Thugs-N-Harmony под названием «E. 1999 Eternal» дебютировал на первом место в чартах, продав 307.000 копий в первую неделю. Группа вошла в историю с хитовым синглом «Tha Crossroads», который помог им выиграть Грэмми. Этот альбом поставил Bone Thugs-N-Harmony на рэп карту. Данный альбом — самый коммерчески успешный альбом группы, был на ура встречен критиками и хип-хоп сообществами. Считается одним из лучших альбомов хип-хоп музыки. RIAA присвоила альбому 6-х платиновый статус.

### The Art Of War
В 1997 году группа возвращается в игру с двойным альбомом «The Art of War». Альбом дебютировал на первом место в чартах, продав 394.000 копий в первую неделю. На альбоме присутствовало несколько хитовых треков, но для двойного альбома их оказалось маловато. В конце 90-х годов, группа концентрируется на продвижении исполнителей, которые записываются на их собственном лейбле «Mo Thug Records». Bizzy, Krayzie, Layzie и Flesh также выпускают успешные сольные альбомы. RIAA присвоила альбому 4-х платиновый статус.

### BTNHResurrection
В 2000 году группа воссоединяется, чтобы записать альбом под названием «BTNHResurrection», который должен был прекратить слухи об их развале. «BTNHResurrection» один из лучших альбомов Bone Thugs-N-Harmony, после «E. 1999 Eternal», дебютировал на второе место в марте 2000 года, возможно, он достиг бы ещё лучших результатов, если бы рекламная кампания была построена лучше. После выпуска этого альбома, все члены команды снова начинают заниматься своей сольной карьерой. RIAA присвоила альбому платиновый статус.

### Thug World Order
В 2002 году группа возвращается с новым альбомом под названием «Thug World Order», несмотря на то, что Flesh-n-Bone находился в тюрьме за то, что угрожал своему другу с применением AK-47. В итоге получился хороший альбом, но не настолько хороший как этого ожидали фанаты Bone Thugs-N-Harmony. Альбом дебютировал на 12 месте чарта Биллборд продав в первую неделю 82,000 копий альбома, и быстро покинули его продав в итоге всего 440,000 копий.

## После Ruthless

### Thug Stories
В 2006 году группа выпустила свой 6-й студийный альбом, Thug Stories, который был записан на Koch Records. Первый раз группа выпустила альбом не в полном составе (Krayzie Bone, Layzie Bone, Wish Bone). Альбом продался в количестве 38,000 копий в первую неделю заняв 25 место в чартах Билборд и 1 место в Независимых чартах.

### Strength & Loyalty
Изначально названный The Bone Thugs Story, Strength & Loyalty был выпущен в 2007 году и был первым релизом группы на мейджор-лейбле, альбом дебютировал со 2 места в чарте Билборд. На альбоме присутствовали такие гости как Bow Wow, Mariah Carey, The Game, will.i.am, Akon, Twista, Yolanda Adams, и Felecia.
Битмейкерами альбома выступили Swizz Beatz, Akon, Pretty Boy & Bradd Young, DJ Toomp, Jermaine Dupri, will.i.am, Mally Mall, Neo Da Matrix, Street Radio, The Individuals, и Ty Fyffe . Исполнительным продюсером альбома выступил Swizz Beatz. За этот альбом группу номинировали на категории Лучший альбом(Rap/Hip-Hop) и Лучшая группа (Rap/Hip-Hop) на церемонии AMA в 2007 году. Группа выиграла в номинации Лучшая группа (Rap/Hip-Hop). RIAA присвоила альбому золотой статус. Группа также выпустила фильм под названием I Tried

### T.H.U.G.S.
Trues Humbly United Gathering Souls (или просто T.H.U.G.S.). это компиляция, состоящая из треков, которые не вошли в альбомы BTNHResurrection и Thug World Order. Она была выпущена на уже бывшем лейбле группы, Ruthless Records. На сингл «Young Thugs», был снят видеоклип.

## I Tried (фильм)
Группа выпустила фильм I Tried (режиссёр Rich Newey), который изначально назывался «What If…» В нём было описано, как могла бы сложиться жизнь Krayzie, Layzie и Wish, если они бы не встретили Eazy-E. Фильм поступил в продажу 27 сентября 2007 года. Фильм имел успех, став платиновым.

## Воссоединение
В ноябре 2007, Layzie Bone сообщил что он закончил запись альбома Bone Brothers III совместно с Bizzy Bone, убрав этим предрассудки что группа не сотрудничает друг с другом. Так же, в интервью Krayzie Bone сообщил что хочет чтобы группа воссоединилась, но надо уладить некоторые вопросы с рекорд-лейблом.
13 июля 2008 года Flesh-n-Bone был выпущен из тюрьмы. В интервью Bizzy Bone сказал что группа сейчас в полном составе (впервые после дебютного альбома) записывает новый альбом, Uni-5. Битмейкерами будут Krayzie Bone, Damon Elliott, Anthony Cowan a.k.a. Tony C, Scott Storch, и возможно Dr. Dre и Akon.

### Uni-5: The World’s Enemy
Uni-5: The World's Enemy это последний на данный момент альбом группы Bone Thugs-N-Harmony. Он выпущен на их лейбле, BTNH Worldwide с помощью Warner Brothers Music Group. В феврале 2009 вышли 2 новых трека — «The Game Ain’t Ready» и «Nuff Respect.» Как и сообщили в интервью, они не попали в финальную часть альбома. Первым синглом с альбома стал «See Me Shine», вышедший 27 октября 2009 года. Альбом имел большую историю переносов даты, и был выпущен 4 мая 2010.

## Дискография
- 1993: Faces Of Death
- 1994: Creepin on ah Come Up
- 1995: E. 1999 Eternal
- 1997: The Art of War
- 2000: BTNHResurrection
- 2002: Thug World Order
- 2006: Thug Stories
- 2007: Strength & Loyalty
- 2010: Uni5: The World's Enemy
- 2013: Art of War WWIII
- 2017: New Waves

## Продажи
Группа является одной из самых успешных рэп-групп, продав более 30 миллионов записей в США, и более 50 миллионов по всему миру.